# Poulton-le-Fylde
Poulton-le-Fylde is een plaats in het bestuurlijke gebied Wyre, in het Engelse graafschap Lancashire. De plaats telt 19.480 inwoners.

## Geboren
- Andy Summers (1942), musicus (The Police) en componist
- Ian Stuart Donaldson (1957-1993), zanger en oprichter van Skrewdriver